# Povo munda

O povo munda é um grupo étnico do subcontinente indiano. Seu idioma nativo é o mundari, que pertence ao subgrupo de línguas munda das línguas austro-asiáticas. Os munda estão concentrados principalmente nas regiões sul e leste do Planalto de Chotanagpur, em Jarcanda, Orissa e Bengala Ocidental. Também habitam áreas adjacentes de Madia Pradexe, bem como partes de Bangladesh, Nepal e o estado indiano de Tripurá. Eles constituem uma das maiores populações tribais registradas da Índia. Em Tripura, os munda também são conhecidos como Mura. Na região de Kolhan, em Jarcanda, os munda são frequentemente chamados de Tamadia por outras comunidades.

## Visão geral

### Etimologia
"Munda" significa chefe de aldeia no sistema Munda-Manki de governança das aldeias no sudeste do Chotanagpur. Eles se autodenominam horoko ou ho ko, que significa "homens". Robert Parkin observa que o termo "Munda" não pertence ao léxico das línguas austro-asiáticas e tem origem no sânscrito. Segundo R. R. Prasad, "Munde" é uma palavra na língua ho que significa "chefe". É um nome honorífico dado pelos hindus e, assim, tornou-se um nome tribal. De acordo com Standing (1976), foi durante o domínio britânico que o termo "Munda" começou a ser usado para designar o grupo tribal.

### Distribuição geográfica

Distribuição do povo munda

Os munda habitam principalmente os estados orientais de Jarcanda, Bengala Ocidental e Orissa, especificamente nos distritos de Khunti, Ranchi, Simdega, Paschim Singhbhum, Gumla, Purbi Singhbhum e Ramghar em Jharkhand; os distritos de Sundargarh e Sambalpur em Odisha; e os distritos de Jalpaiguri, Paschim Medinipur e 24 Parganas norte em Bengala Ocidental. Eles também estão distribuídos esporadicamente nos estados vizinhos de Chatisgar e Biar. Além disso, vivem nos estados do nordeste como Assão, Tripurá e Mizorão, especialmente nos vales de chá de Assam, para onde migraram como trabalhadores de jardins de chá durante a Índia colonial. Fora da Índia, residem em países vizinhos como Bangladesh e Nepal.

## História
Segundo o linguista Paul Sidwell, as línguas munda chegaram à costa de Orissa vindas do sudeste da Ásia há cerca de 4.000 a 3.500 anos (c. 2000 a.C.). O povo munda inicialmente se espalhou a partir do sudeste da Ásia, mas misturou-se extensivamente com populações indianas locais. Eles são geneticamente próximos aos povos Mah Meri e Temuan da Malásia.
De acordo com o historiador R. S. Sharma, tribos que falavam a língua munda ocuparam a região leste da Índia antiga. Muitos termos munda aparecem em textos védicos escritos entre 1500 a.C. e 500 a.C. Sua presença em textos compilados na bacia superior do rio Ganges no final desse período sugere que falantes de munda estavam lá na época. Segundo Barbara A. West, os munda reivindicam origem em Utar Pradexe, com um fluxo constante para o leste ao longo da história à medida que outros grupos se mudaram para sua terra natal original; ela sugere que eles ocuparam um "território muito maior" na Índia antiga. Estudos recentes indicam que as línguas munda se espalharam até o leste de Utar Pradexe, mas não além disso, influenciando línguas indo-arianas orientais, pois alguns grupos, como os Musahar, têm linhagem genética munda. A alegação de uma presença munda na planície superior do Ganges não tem base linguística ou genética.

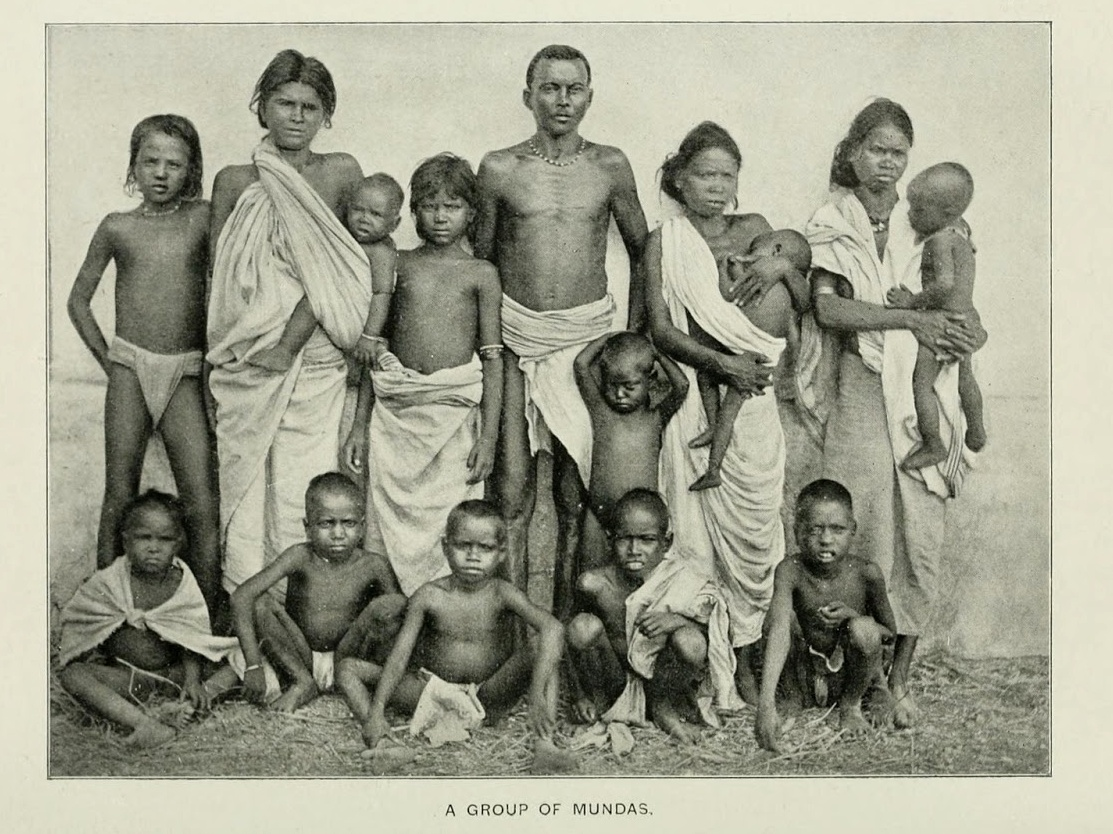
Foto de grupo de munda em Chota Nagpur, 1903.

No final do século XIX, durante o Raj Britânico, os munda foram forçados a pagar aluguéis e trabalhar como trabalhadores escravizados para os zamindars [en]. Durante o levante Kol de 1823–1833, alguns Manki Munda se revoltaram devido à sua situação, atacando Thikedars, outros Mankis, saqueando e destruindo aldeias. Essa insurgência foi suprimida por Thomas Wilkinson. No século XIX, o lutador pela liberdade munda, Birsa Munda, iniciou marchas de protesto pedindo o não pagamento de aluguéis e a remissão de taxas florestais. Ele liderou uma guerra de guerrilha para derrubar o Raj Britânico e estabelecer o Munda Raj. Foi capturado pelas forças da Companhia, junto com seus apoiadores, e morreu na prisão. Ele ainda é reverenciado em Jarcanda.

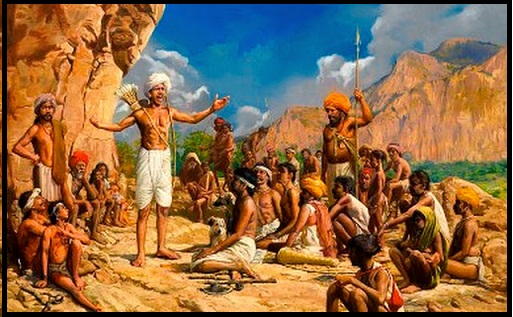
Ilustração da rebelião munda nos anos 1800

Caçadores nômades no cinturão tribal da Índia, eles se tornaram agricultores e alguns foram empregados na cestaria. Com a inclusão do povo munda como tribos registradas, muitos trabalham em várias organizações governamentais (especialmente nas Ferrovias Indianas).

## Estrutura social

### Padrões de parentesco
Os munda são divididos em vários clãs exogâmicos. Os clãs entre os munda são conhecidos como Killi, semelhante à palavra sânscrita Kula. Os munda são patrilineares, e o nome do clã é transmitido de pai para filho. Segundo a tradição, pessoas do mesmo clã são descendentes do mesmo antepassado. Os clãs entre os munda têm origem totêmica. Alguns clãs incluem:
- Baa (um peixe)
- Baba (arroz)
- Bodra
- Balamchu (rede de pesca)
- Barla
- Bhengra (cavalo)
- Bukru (um pássaro)
- Bulung (sal)
- Dang, Dungdung (um peixe)
- Gudia, Hans (cisne)
- Hemrom/Hembram (uma árvore)
- Herenz (um pássaro específico)
- Horo (tartaruga)
- Hundar (hiena)
- Jojo (tamarindo)
- Kauwa (corvo)
- Kerketta (um pássaro)
- Kula (tigre)
- Nil (touro)
- Mus (rato)
- Nag (cobra)
- Oreya (cesto de bambu)
- Pandu (cobra)
- Purty
- Runda (gato selvagem)
- Sandil (lua cheia)[29]
- Sanga (um tipo de raiz)
- Surin/Soren/Soreng (um pássaro)
- Tiru (um pássaro)
- Tuti (um tipo de grão)[30]
- Topno (formigas vermelhas)
- Kongari (corvo branco)

### Sistema administrativo
O sistema de governança Munda-Manki era predominante na região de Kolhan em Jharkhand. Os munda governam suas aldeias pelo sistema Munda-Manki. O chefe da aldeia é chamado Munda, o informante da aldeia é chamado Dakuwa, o sacerdote da aldeia é chamado Pahaan, o assistente do Pahaan é chamado Pujhar, o chefe de 15 a 20 aldeias é chamado Manki, e o assistente do Manki é chamado Tahshildar, que coletava impostos. O sacerdote "Deori" também é comum entre os hos [en], bumij, buyan, sounti, konds de Orissa e o povo chutia de Assam. Na divisão de Chotanagpur, os munda adotaram o Pahan como sacerdote da aldeia.

## Cultura e tradição

### Festivais
Envolvidos na agricultura, o povo munda celebra os festivais sazonais de Mage Parab, Phagu, Karam, Baha parab, Sarhul e Sohrai. Alguns festivais sazonais coincidem com festivais religiosos, mas seu significado original permanece. Sua deidade é Singbonga.

### Música
Eles possuem muitas canções folclóricas, danças, contos e instrumentos musicais tradicionais. Ambos os sexos participam de danças em eventos sociais e festivais. O naqareh [en] é um instrumento musical principal. Os munda referem-se a suas danças e canções como durang e susun, respectivamente. Algumas danças folclóricas dos munda são Jadur, Karam Susun e Mage Susun. A música mundari é semelhante à música dos sadan. O ritmo da canção mundari Mage (inverno) é semelhante ao ritmo da canção Nagpuri Fagua (inverno, primavera).

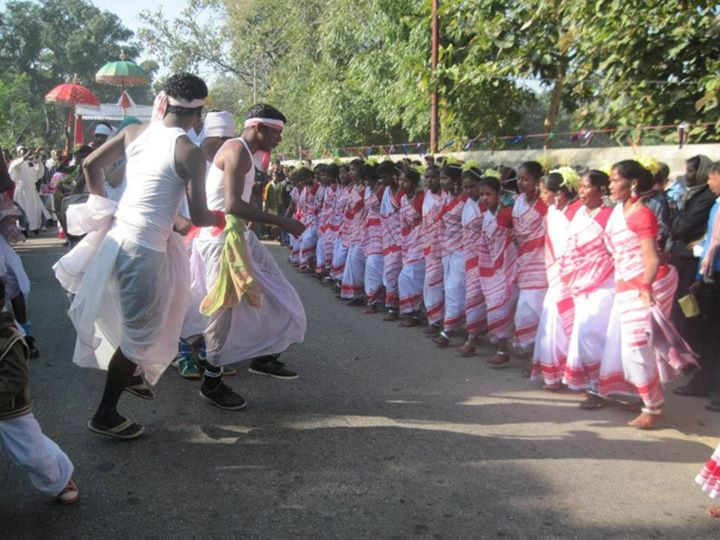
Dança mundari

### Rituais
O povo munda possui rituais elaborados para celebrar nascimento, morte, noivado e casamento. Os munda praticam exogamia de clã e endogamia tribal.
A monogamia é a norma. Um preço da noiva é o comum. A cerimônia de casamento começa com o Sagai e termina com o Bidai. Os munda aproveitam essa ocasião com festas, bebidas e danças. Segundo Sarat Chandra Roy, a cerimônia de Sindurdaan e o uso de açafrão no casamento refletem claramente elementos hindus incorporados à tradição munda.
O povo munda de Jharkhand também segue a antiga tradição de Patthalgari, ou seja, a ereção de pedras, na qual a comunidade tribal que reside na aldeia enterra uma grande pedra esculpida em forma de U invertido no lado da cabeça de um túmulo ou na entrada da aldeia, na qual está inscrita a árvore genealógica dos falecidos. Existem outros tipos de patthalgari também:
- Horadiri - É a pedra na qual a árvore genealógica é escrita.
- Chalpadiri ou Saasandiri - É a pedra que marca os limites de uma aldeia.
- Magodiri - É a lápide de um criminoso social que cometeu poligamia ou casamento não aceito socialmente.
- Ziddiri - É a pedra colocada sobre o enterro da placenta e da parte seca do umbigo de um recém-nascido.[41][42]

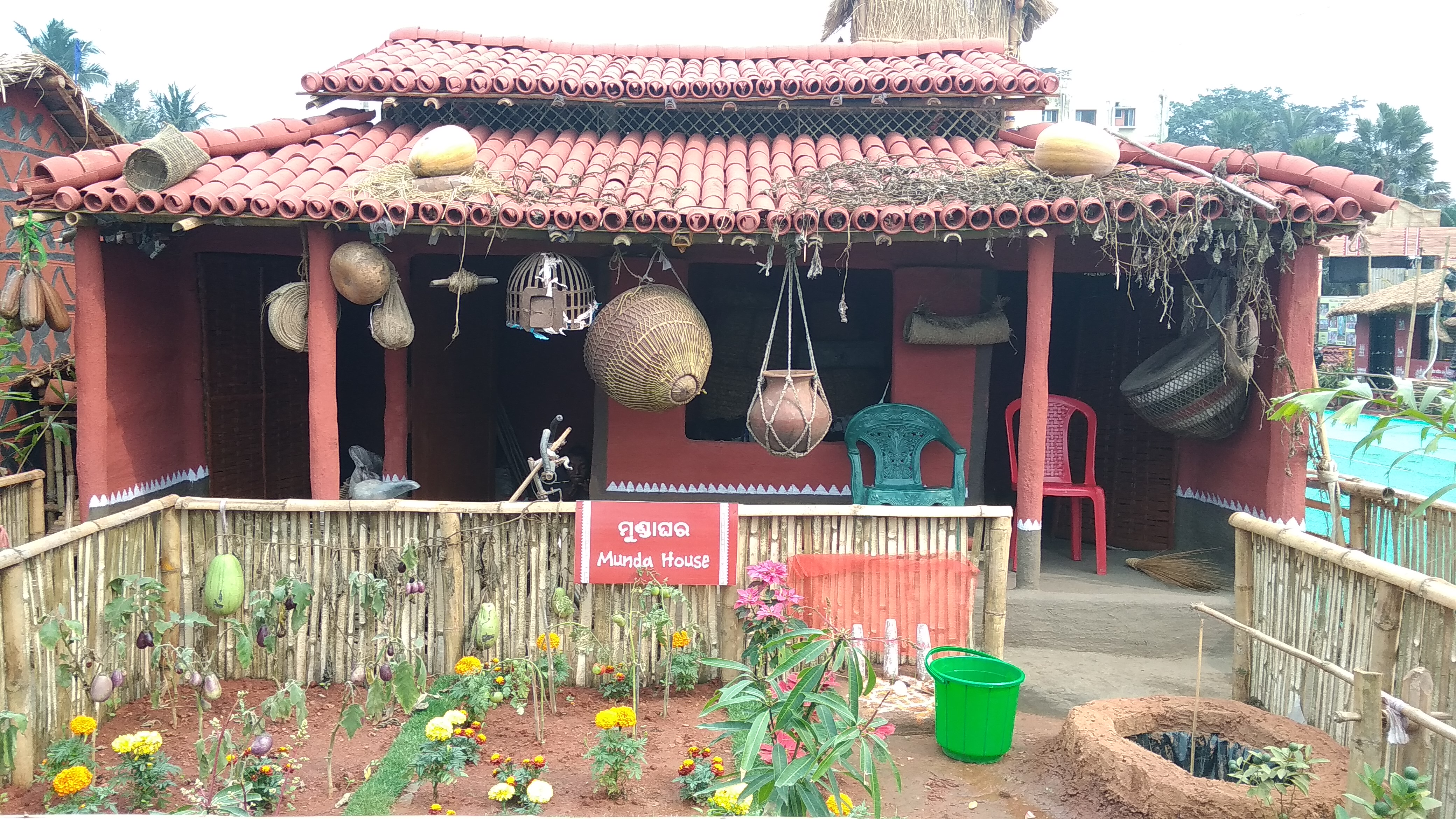
Casa munda na "Feira Tribal Estadual - 2020", Bhubaneswar

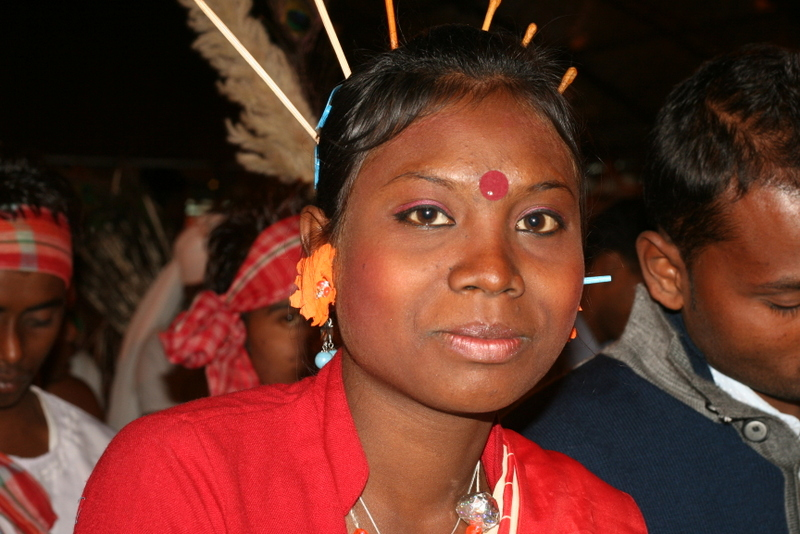
Mulher munda

## Literatura e estudos

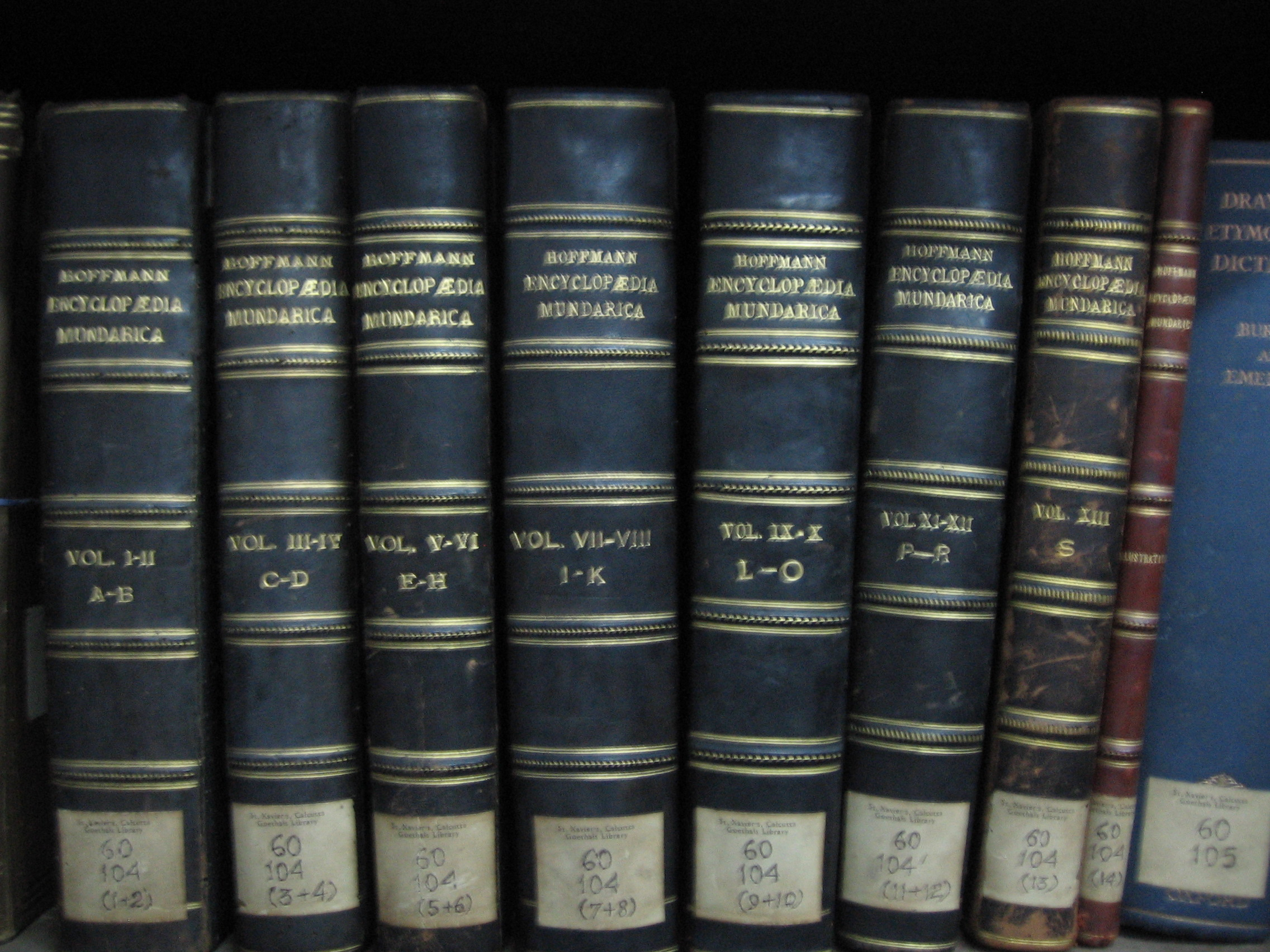
Parte da Encyclopaedia Mundarica de John-Baptist Hoffmann, com 15 volumes

O padre jesuíta John-Baptist Hoffmann (1857–1928) estudou a língua, costumes, religião e vida do povo munda, publicando a primeira gramática da língua mundari em 1903. Com a ajuda de Menas Orea, Hoffmann publicou a Encyclopaedia Mundarica em 15 volumes. A primeira edição foi publicada postumamente em 1937, e uma terceira edição saiu em 1976. The Mundas and Their Country, de S. C. Roy, foi publicado em 1912. Adidharam (Hindi: आदि धर्म) por Ram Dayal Munda e Ratan Singh Manki, em mundari com tradução em hindi, descreve rituais e costumes munda.

## Questões sociais

### Condição econômica
Em um artigo de pesquisa de 2016 sobre estratégias de subsistência dos munda em uma vila de Sundarbans em Bengala Ocidental, constatou-se que muitos migram de suas residências devido a condições econômicas precárias e falta de terras. Essa migração rural para urbana segue uma tendência maior na Índia. Homens e mulheres se dedicam à coleta de produtos florestais, cultivo, pequenos negócios e empregos agrícolas e não agrícolas. Uma pessoa ou família pode ter múltiplas ocupações, muitas vezes realizando visitas arriscadas a florestas e rios. Também se observou que a geração mais jovem prefere trabalhar como migrantes fora da vila, frequentemente fora do distrito e do estado.

## Pessoas notáveis
- Dayamani Barla (ativa 2004–2013), jornalista[45]
- Puna Bhengra, político[46]
- Niral Enem Horo, político[47]
- Amrit Lugun (nascido em 1962), embaixador na Grécia,[48] diretor da Associação Sul-Asiática para a Cooperação Regional[49]
- Anuj Lugun (nascido em 1986), poeta que recebeu o Bharat Bhushan Agarwal Award em 2011[50]
- Munmun Lugun, jogador de futebol[51]
- Arjun Munda (nascido em 1968), político[52]
- Birsa Munda (1875-1900), lutador pela liberdade, líder religioso[53]
- Jaipal Singh Munda (1903-1970), político, jogador de hóquei[54]
- Joseph Munda, político[55]
- Kariya Munda (nascido em 1936), político[55][56]
- Laxman Munda, político[55][57]
- Nilkanth Singh Munda (nascido em 1968), político[55][58]
- Ram Dayal Munda (1939-2011), estudioso em línguas e folclore[55][59]
- Sukra Munda (ativo 2016 a 2020), político[55]
- Tulasi Munda (nascida em 1947), ativista social[55][60]
- Rohidas Singh Nag (1934-2012), criador do sistema de escrita "Mundari Bani"[61]
- Masira Surin, jogador de hóquei[62]
- Rajeev Topno (nascido em 1974), secretário particular do primeiro-ministro da Índia, conselheiro sênior do diretor executivo no Banco Mundial[63]